# Saint-Étienne-le-Molard
Saint-Étienne-le-Molard é uma comuna francesa na região administrativa de Auvérnia-Ródano-Alpes, no departamento de Loire. Estende-se por uma área de 16,55 km². Em 2010 a comuna tinha 1 048 habitantes (densidade: 63,3 hab./km²).